# Championnat de Belgique de football de quatrième division 2020-2021
Navigation
saison précédente saison suivante
Le Championnat de Belgique de football Division 2 2020-2021 est la soixante-neuvième édition du championnat de Championnat belge de « 4e Division ».
C'est la quatrième édition sous la dénomination de « Division 2 Amateur » qui est simplifiée en « Division 2 ». Le retrait du terme « Amateur » vient du fait que la majorité des clubs (des trois régimes linguistiques) le considèrent, à tort ou à raison, comme ayant une connotation péjorative.
Bien que cette compétition est régionalisée, la fédération belge de football la considère comme "nationale" (tout comme le niveau inférieur, désormais appelé « Division 3 » ou langage courant « Nationale 3 »). La RBFA insiste fréquemment sur son esprit unitaire et qu'il y a des ailes d'appartenance linguistiques mais pas de scission en « Fédérations régionales distinctes » comme d'autres sports ont pu le faire.
Cette Division 2 est répartie en trois séries de 16 clubs. Deux groupes sont composés chacun de 16 clubs situés en Région flamande (ou selon le règlement) affiliés à la VV - Voetbal Vlaanderen - et une poule avec seize clubs du reste du pays (ou selon le règlement) affiliés à l'ACFF - Association des Clubs Francophones de Football.
La distinction entre les trois séries est: « Division 2 VV série A », « Division 2 VV série B » et « Division 2 ACFF ». À noter que pour cette saison inaugurale, la série ACFF compte non pas 16 mais 17 équipes.

## Appellation, choix rédactionnel
Comme évoqué ci-dessus, une confusion peut intervenir quant à la dénomination exacte de cette division. Les risques d'erreur trouvent leur origine dans les différentes publications de la fédération belge. Dans le règlement, notamment celui évoquant les « Compétitions », il est question de Nationale 1-Division 2ACFF/VV-Division 3 ACFF/VV. Par contre, le programme officiel des premiers tours de la Coupe de Belgique 2020-2021 fait état de Nationale 1-Nationale 2-Nationale 3 et aussi de leur pendant 1re Nationale, 2e Nationale et 3e Nationale.
Il semble judicieux que la présente page porte bien la mention « Division 2 » dans le cartouche en tête de page puisque c'est celle du règlement. Notons que l'appellation « Nationale » suivie du chiffre « 2 » ou « 3 » apparue dans les publications de la fédération durant l'été 2020 n'a plus été reprise depuis.

## Arrêt et Annulation 2020-2021
La 5e saison de la D2 Amateur est arrêtée après quatre journées, début octobre 2020, en raison de la situation sanitaire (Pandémie de Covid-19). Alors que les semaines défilent, certains osent espérer une reprise, même partielle, après la Trêve des Confiseurs ou alors au début du printemps. Mais pour l'évolution de Pandémie ne permet pas de reprendre sans garantir une nouvelle interruption. Les dirigeants de la fédération belge préfère ne pas tergiverser et décrètent l'arrêt définitif de toutes les compétitions séniores « non-professionnelles » (sous la Division 1B) peu avant la fin janvier 2021,
La seule incertitude qui plane reste la situation des différentes séries. Des « rumeurs » évoquent un mini-championnat pour désigner les éventuels montants éventuels ou repêchés, mais immédiatement la fédération coupe court à toutes les supputations, en annonçant le 25 janvier 2021 que la saison 2020-2021 est déclarée blanche, c'est-à-dire aucune montée et aucune relégation (sauf si cette dernière est volontaire dans le chef d'un club).

## Fusion - Changement d'appellation
- Durant l'intersaison, le K. SV Temse (matricule 4297) quitte la localité de Tamise (en néerlandais « Temse ») pour aller s'installer à Lokeren et son Daknamstadion. Cela fait suite à la disparition après faillite du K. SC Lokeren O-Vl. (matricule 282). Le matricule 4297 prend la dénomination de K. SC Lokeren-Temse.

## Critères de participation
Ce 4e niveau du football belge est le premier considéré comme exclusivement « Amateur ». Mais, changement notable par rapport aux saisons précédentes, les clubs doivent désormais demander et surtout obtenir une licence pour jouer en Nationale 2 et/ou en Nationale 3. Les sésames idoines sont évidemment moins contraignants que celui voulu pour la Nationale 1. Toutefois, les clubs sont mis devant certaines obligations à remplir. Celles-ci ont notamment trait aux diplômes des entraîneurs (conditions gelées pour 2020-2021) ou quant à la situation financière des matricules concernés pour évoluer souhaitant y prendre part doivent disposer d'une « licence Division 2 ACFF/VV »,.

## Organisation
Ce championnat est géré communément par les deux ailes linguistiques de la RBFA : la VFV et l'ACFF
Chaque série est jouée distinctement. Au sein de chaque poule, les équipes se rencontrent en matchs aller/retour et un classement distinct est établi pour chaque série.
Au sein de chaque, on applique le principe de « trois périodes » aussi appelé familièrement « tranches ». Il s'agit le plus souvent (championnat à 16) de période de 10 matchs faisant l'objet d'un classement indépendant. Le gain d'une « tranche » permet de se qualifier pour le « Tour final de Nationale 2 » (voir ci-dessous) à condition d'être en possession de la « licence Nationale 1 ».

### Promotion en D1 Amateur
Le champion de chaque série est promu en Nationale 1. Il y a donc deux fois 1 montant "VV" + une fois 1 montant "ACFF". La montée reste conditionnée à l'obtention de la « licence Nationale 1 ».
Un « Tour final de Division 2 » est joué en interne à chaque série afin de désigner les trois clubs (2 VV et 1 ACFF) qui vont disputer le « Tour final de Nationale 1 » en compagnie du 13e classé de cette division. Chaque aile linguistique désigne les clubs qui prennent part au « Tour final de Division 2 » en compagnie du 13e classé de cette division. L'obtention de la « licence Nationale 1 » est obligatoire pour participer à ses deux tours finaux imbriqués.
Si un ou plusieurs vainqueurs de « période » n'a pas obtenu la licence nécessaire pour évoluer en Nationale 1, les qualifiés sont pris dans l'ordre du classement général final de la série concernée. Le cas échéant le « Tour final de Division 2 » et éventuellement celui de « Nationale 1 » sont joués avec un nombre inférieur d'équipes à celui initialement prévu. Il est déjà arrivé lors de saisons précédentes que le « Tour final de Division 2 » ne soit pas nécessaire dans une aile linguistique voir les deux.

### Relégation en Division 3
Les relégations se font vers les séries de Division 3 de l'aile linguistique concernée.

#### Influence de la Nationale 1
Le résultat final de la Nationale 1 a une influence importante car il conditionne les relégations (et promotions éventuelles) des niveaux inférieurs. Ainsi le nombre de descendants directs d'une même aile linguistique (VV ou ACFF) de Nationale 1 peut contraindre à des relégations supplémentaires dans la ou les séries de l'aile linguistique concernée.

#### Procédure VV
Dans chacune des deux séries « Division 2 VV », les deux derniers classés sont relégués directement vers le niveau inférieur. Les deux classés 14e sont considérés comme "barragiste". Il s'affronte dans un barrage en une seule manche. Le perdant descend en « Division 3 VV » si trois clubs "VV" descendent de Nationale 1. Les deux classés 14e descendent si quatre clubs "VV" quittent la Nationale 1.

#### Procédure ACFF
Les trois derniers classés de la « Division 2 ACFF » sont relégués directement en Division 3 ACFF. Il n'y a pas de « barragiste ». Cependant un 4e descendant direct peut être nécessaire en fonction du nombre de clubs "ACFF" qui quittent la Nationale 1 (et/ou éventuellement les étages supérieurs à celle-ci). Rien qu'en se basant sur les résultats de la Nationale 1 (les 3 descendants directs + le barragiste sont ACFF et le gain du « Tour final de Nationale 1 » est pour un cercle VV), on pourrait avoir jusqu'à six relégués directs de Division 2 ACFF.

## Clubs VV participants 2020-2021
Les grilles proposées ci-après sont établies sur base des résultats sportifs officialisés par la fédération. Des recours entamés par des clubs mécontents de leur sort sont toujours pendants et l'issue de ces actions juridiques pourraient apporter des modifications.
Note: Les trois tableaux ci-après indiquent la dénomination « Nationale 2 » mais poursuivent le comptage débuté comme « D2 Amateur », à la suite de la réforme de 2016 y inclus celle-ci qui, si elle est annulée, a néanmoins été entamée et des rencontres jouées. La colonne « Total Niv. 4 » additionne les éventuelles saisons en « Promotion » jouées AVANT la réforme.

### Division 2 VV - Série A
| #  | Nom                                          | Mat. | Ville       | Stades            | Prov.    | en Nat 2 depuis | Total en Nat 2 | Total Niv. 4 | S. Précédente |
| -- | -------------------------------------------- | ---- | ----------- | ----------------- | -------- | --------------- | -------------- | ------------ | ------------- |
| 1  | Koninklijke Racing Club Gent                 | 11   | Gand        | PGB               | Fl. or.  | 2016-17 5e      | 5 s            | 32 s         | 5e D2 A       |
| 2  | Koninklijke Sport Kring Ronse                | 38   | Renaix      | O. Crucke         | Fl. or.  | 2017-18 4e      | 4 s            | 25 s         | 3e D2 A       |
| 3  | Koninklijke Sport Club Toekomst Menen        | 56   | Menin       | Vauban            | Fl. occ. | 2018-19 3e      | 3 s            | 25 s         | 13e D2 A      |
| 4  | Koninklijke Sport Vereniging Oudenaarde      | 81   | Audenarde   | Burg Thienpont    | Fl. or.  | 2019-20 2e      | 2 s            | 19 s         | 4e D2 A       |
| 5  | Koninklijke Voetbal Klub Westhoek            | 100  | Ypres       | KVK Ieperst.      | Fl. occ. | 2016-17 5e      | 5 s            | 32 s         | 11e D2 A      |
| 6  | Sporting West Harelbeke                      | 1574 | Harelbeke   | Forestier         | Fl. occ. | 2016-17 5e      | 5 s            | 13 s         | 9e D2 A       |
| 7  | Koninklijke Football Club Sparta Petegem     | 3821 | Petegem     | Sparta            | Fl. or.  | 206-17 5e       | 5 s            | 11 s         | 6e D2 A       |
| 8  | Koninklijke Football Club Merelbeke          | 3551 | De Pinte    | Moerkensheide     | Fl. or.  | 2019-20 2e      | 2 s            | 2 s          | 14e D2 A      |
| 9  | Koninklijke Sporting Club Lokeren-Temse      | 4297 | Tamise      | Daknam            | Fl. or.  | 2016-17 5e      | 5 s            | 10 s         | 12e D2 A      |
| 10 | Koninklijke Sport Kring Voorwaarts Zwevezele | 6039 | Zwevezele   | Kasteelstraat     | Fl. occ. | 2019-20 2e      | 2 s            | 2 s          | 8e D2 A       |
| 11 | Sporting Club Dikkelvenne                    | 7074 | Dikkelvenne | Marc Gevaert      | Fl. or.  | 2018-19 3e      | 3 s            | 4 s          | 10e D2 A      |
| 12 | Football Club Gullegem                       | 9512 | Gullegem    | FC Gullegem       | Fl. occ. | 2016-17 5e      | 5 s            | 6 s          | 7e D2 A       |
| 13 | Royal Football Club Wetteren                 | 95   | Wetteren    | M. De Kerpel      | Fl. or.  | 2020-21 1re     | 1 s            | 9 s          | 4e D3 A       |
| 14 | Koninklijk Voetbal Klub Ninove               | 2373 | Ninove      | De Kloppers       | Fl. or.  | 2020-21 1re     | 1 s            | 25 s         | 2e D3 A       |
| 15 | Koninklijk Voetbal Vereniging Zelzate        | 4165 | Zelzate     | A Complex KVV     | Fl. or.  | 2020-21 1re     | 1 s            | 1 s          | 1re D3 A      |
| 16 | Kon. Oude Leerlingen St-Augustinus Brakel    | 5553 | Brakel      | S. Van Den Berghe | Fl. or.  | 2020-21 1re     | 4 s            | 14 s         | 3e D3 A       |

#### Localisations - Série VV «A»
| \| Gullegem Menin Ypres Harelb. Zwevezele Zelzate Gand Petegem Wetteren Dikkelvenne Auden. Brakel Ninove Renaix Lokeren-Temse Merelbeke \| Localisation des clubs engagés en Division 2 VV série A en 2020-2021 |
| Gullegem Menin Ypres Harelb. Zwevezele Zelzate Gand Petegem Wetteren Dikkelvenne Auden. Brakel Ninove Renaix Lokeren-Temse Merelbeke                                                                            |

### Division 2 VV - Série B
| #  | Nom                                        | Mat. | Ville       | Stades           | Provinces   | en Nat 2 depuis | Total en Nat 2 | Total Niv. 4 | S. Précédente |
| -- | ------------------------------------------ | ---- | ----------- | ---------------- | ----------- | --------------- | -------------- | ------------ | ------------- |
| 1  | Koninklijke Sportclub Eendracht Aalst      | 90   | Alost       | Pierre Cornelis  | Fl. or.     | 2019-20 2e      | 3 s            | 5 s          | 3e D2 B       |
| 2  | Koninklijke Berchem Sport                  | 28   | Berchem     | Ludo Coeck       | Anvers      | 2018-19 3e      | 4 s            | 16 s         | 9e D2 B       |
| 3  | Royal Cappellen Football Club              | 43   | Kapellen    | Jos Van Wellen   | Anvers      | 2016-17 5e      | 5 s            | 24 s         | 4e D2 B       |
| 4  | Koninklijke Bocholter Voetbalvereniging    | 595  | Bocholt     | Damburg          | Limbourg    | 2016-17 5e      | 5 s            | 10 s         | 2e D2 B       |
| 5  | Koninklijke Olympia Sporting Club Wijgmaal | 1349 | Wijgmaal    | Ymeriastadion    | Brabant fl. | 2016-17 5e      | 5 s            | 36 s         | 11e D2 B      |
| 6  | Koninklijke Hoogstraten Voetbalvereniging  | 2366 | Hoogstraten | Seminarie        | Anvers      | 2016-17 5e      | 5 s            | 33 s         | 14e D2 B      |
| 7  | Koninklijke Sporting Hasselt               | 3245 | Hasselt     | Stedelijk        | Limbourg    | 2017-18 3e      | 3 s            | 13 s         | 6e D2 B       |
| 8  | Koninklijke Londerzeel Sportkring          | 3630 | Londerzeel  | Burg. A. Lambert | Brabant fl. | 2016-17 5e      | 5 s            | 26 s         | 10e D2 B      |
| 9  | Koninklijke Diegem Sport                   | 3887 | Diegem      | Gemeentelijk     | Brabant fl. | 2018-19 3e      | 3 s            | 20 s         | 8e D2 B       |
| 10 | Spouwen-Mopertingen                        | 3970 | Mopertingen | Comp. Blokstraat | Limbourg    | 2016-17 5e      | 5 s            | 36 s         | 15e D2 B      |
| 11 | Sport Kring Pepingen-Halle                 | 7741 | Halle       | Lamme Guiche     | Brabant fl. | 2018-19 2e      | 3 s            | 6 s          | 13e D2 B      |
| 12 | Racing Club Hades Kiewit Hasselt           | 8721 | Kiewit      | RC Hades         | Limbourg    | 2016-17 5e      | 5 s            | 8 s          | 5e D2 B       |
| 13 | Koninklijk Lyra-Lierse Berlaar             | 52   | Berlaar     | Doelvelde        | Anvers      | 2020-21 1re     | 1 s            | 22 s         | 1re D3 B      |
| 14 | Kon. Sporting Club City Pirates Antwerpen  | 544  | Merksem     | Jef Mermans      | Anvers      | 2020-21 1re     | 3 s            | 16 s         | 2e D3 B       |
| 15 | Koninklijk Voetbal Club Houtvenne          | 4481 | Herselt     | stadion          | Anvers      | 2020-21 1re     | 1 s            | 1 s          | 4e D3 B       |
| 16 | Koninklijk Football Club Heur-Tongeren     | 4600 | Tongres     | Eburons          | Limbourg    | 2000-21 1re     | 2 s            | 2 s          | 4e D3 B       |

#### Localisations - Série VV «B»
| \| Hoogstraten Cappellen Berchem City Pirates Lyra-Lierse Wijgmaal Londerzeel Diegem Pepingen-Halle Bocholt Spouwen-Mop. RC Hades Hasselt Alost TongresHoutvenne \| Localisation des clubs engagés en Division 2 VV série B en 2020-2021 |
| Hoogstraten Cappellen Berchem City Pirates Lyra-Lierse Wijgmaal Londerzeel Diegem Pepingen-Halle Bocholt Spouwen-Mop. RC Hades Hasselt Alost TongresHoutvenne                                                                            |

### Division 2 ACFF
| #  | Nom                                        | Mat. | Ville          | Stades              | Provinces    | en Nat 2 depuis | Total en Nat 2 | Total Niv. 4 | S. Préc.   |
| -- | ------------------------------------------ | ---- | -------------- | ------------------- | ------------ | --------------- | -------------- | ------------ | ---------- |
| 1  | Royal Excelsior Virton                     | 200  | Virton         | Y. Georges          | Luxembourg   | 2020-21 1re     | 1 s            | 28 s         | 1re D1B    |
| 2  | Association Football Clubs Tubize          | 5632 | Tubize         | E. Leburton         | Br. wallon   | 2020-21 1re     | 1 s            | 6 s          | 15e D1 Am. |
| 3  | RAAL La Louvière                           | 94   | La Louvière    | du Tivoli           | Hainaut      | 2018-19 3e      | 3 s            | 16 s         | 2e D2      |
| 4  | Royal Stade Waremmien Football Club        | 190  | Waremme        | E. Leburton         | Liège        | 2016-17 5e      | 5 s            | 34 s         | 13e D2     |
| 5  | Royale Ent. Sp. Couvin-Mariembourg-Fraire  | 248  | Mariembourg    | du Roi Soleil       | Namur        | 2018-19 3e      | 4 s            | 16 s         | 12e D2     |
| 6  | Royale Union Sportive Rebecquoise          | 1614 | Rebecq         | Gobard              | Brabant wal. | 2017-18 4e      | 4 s            | 6 s          | 4e D2      |
| 7  | Royal Racing Club Stockay-Warfusée         | 2239 | St-George s/M. | rue J. Wauters      | Liège        | 2019-20 2e      | 2 s            | 7 s          | 6e D2      |
| 8  | Entente Acren-Lessines                     | 2774 | Deux-Acren     | des Camomilles      | Hainaut      | 2016-17 5e      | 5 s            | 9 s          | 9e D2      |
| 9  | Royal Cercle Sportif de Verlaine           | 2871 | Verlaine       | des Six Bonniers    | Liège        | 2019-20 2e      | 2 s            | 3 s          | 11e D2     |
| 10 | Royale Entente Durbuy                      | 3008 | Barvaux s/O.   | de Barvaux          | Luxembourg   | 2017-18 4e      | 4 s            | 7 s          | 7e D2      |
| 11 | Royal Racing Club Hamoir                   | 3114 | Hamoir         | Emile Thines        | Liège        | 2016-17 5e      | 5 s            | 13 s         | 5e D2      |
| 12 | Royal Football Club de Meux                | 4454 | Meux           | des Verts et Blancs | Namur        | 2016-17 5e      | 5 s            | 16 s         | 3e D2      |
| 13 | Royale Union Sportive Givry                | 6237 | Givry          | de la RUS Givry     | Luxembourg   | 2019-20 2e      | 2 s            | 10 s         | 8e D2      |
| 14 | Solières Sport                             | 9426 | Solières       | Château Vert        | Liège        | 2016-17 5e      | 5 s            | 8 s          | 14e D2     |
| 15 | R. Sp. Cl. Union & Progrès Dieleghem Jette | 474  | Jette          | Complexe Expo       | Bxl-Capitale | 2020-21 1re     | 1 s            | 23 s         | 2e D3 A    |
| 16 | Royal Football Club Warnant                | 5479 | Warnant        | des Burettes        | Liège        | 2020-21 1re     | 1 s            | 1 s          | 1re D3 B   |
| 17 | Football Club Ganshoren                    | 7569 | Ganshoren      | stade               | Bxl-Capitale | 2020-21 1re     | 1 s            | 6 s          | 1re D3 A   |

#### Localisations ACFF
| \| Jette Ganshoren Acren Rebecq Tubize RAAL Hamoir Solières Stockay Warnant Verlaine Waremme Meux Couvin-Mar. Givry Durbuy Virton \| Localisation des clubs engagés en Division 2 ACFF en 2020-2021 |
| Jette Ganshoren Acren Rebecq Tubize RAAL Hamoir Solières Stockay Warnant Verlaine Waremme Meux Couvin-Mar. Givry Durbuy Virton                                                                      |

## Légende des classements
|                 | Champion et promu en Nationale 1.                                                              |
|                 | clubs disputant un barrage pour la montée.                                                     |
|                 | clubs devant disputer un barrage pour le maintien.                                             |
|                 | clubs relégués (sportivement ou administrativement) vers la D3 Amateur.                        |
| en augmentation | Clubs promus de Division 3 depuis la saison précédente.                                        |
| en diminution   | Clubs relégués de Division 1 Amateur (devenue depuis Nationale 1) depuis la saison précédente. |

## Classement et résultats Division 2 VV - Série A
- Champion d'automne: N/A

### Classement au moment de l'arrêt de la compétition
- Dernière mise à jour: le 11 octobre 2020.
  - Prochaine journée: compétition arrêtée puis annulée

| Rang | Équipe                     | Pts | J | G | N | P | Bp | Bc | Diff |
| ---- | -------------------------- | --- | - | - | - | - | -- | -- | ---- |
| 1    | K. VK Ninove               | 12  | 4 | 4 | 0 | 0 | 9  | 3  | +6   |
| 2    | K. RC Gent                 | 8   | 4 | 2 | 2 | 0 | 7  | 5  | +2   |
| 3    | K. SV Oudenaarde           | 7   | 4 | 2 | 1 | 1 | 9  | 4  | +5   |
| 4    | K. RC Harelbeke            | 6   | 4 | 1 | 3 | 0 | 8  | 5  | +3   |
| 5    | K. FC Sparta Petegem       | 6   | 3 | 2 | 0 | 1 | 4  | 1  | +3   |
| 6    | K. SC Dikkelvenne          | 6   | 4 | 1 | 3 | 0 | 7  | 5  | +2   |
| 7    | K. OLSA Brakel             | 5   | 3 | 1 | 2 | 0 | 4  | 2  | +2   |
| 7    | K. FC Merelbeke            | 5   | 4 | 1 | 2 | 1 | 4  | 2  | +2   |
| 9    | K. SC Lokeren-Temse        | 5   | 3 | 1 | 2 | 0 | 4  | 3  | +1   |
| 10   | K. SK Voorwaarts Zwevezele | 4   | 3 | 1 | 1 | 1 | 2  | 2  | 0    |
| 11   | K. VV Zelzate              | 3   | 3 | 0 | 3 | 0 | 5  | 5  | 0    |
| 12   | R. FC Wetteren             | 2   | 4 | 0 | 2 | 2 | 3  | 6  | -3   |
| 13   | K. SK Ronse                | 2   | 4 | 0 | 2 | 2 | 4  | 8  | -4   |
| 14   | K. SC Toekomst Menen       | 1   | 3 | 0 | 1 | 2 | 4  | 9  | -5   |
| 15   | FC Gullegem                | 1   | 4 | 0 | 1 | 3 | 1  | 7  | -6   |
| 16   | K. VK Westhoek             | 1   | 4 | 0 | 1 | 3 | 3  | 11 | -8   |

### Tableau des résultats
| Résultats (▼dom., ►ext.)                                   | BRA | DIK | RCG | GUL | HAR | LOK | TME | MER | NIN | OUD | RON | PET | WES | WET | ZEL | ZWE |
| K. OLSA Brakel                                             |     | -   | -   | -   | -   | -   | -   | -   | -   | -   | -   | -   | -   | -   | 2-2 | -   |
| K. SC Dikkelvenne                                          | -   |     | -   | -   | -   | -   | -   | -   | -   | -   | -   | 2-0 | -   | 1-1 | -   | -   |
| K. RC Gent                                                 | -   | 2-2 |     | -   | -   | -   | -   | -   | -   | -   | -   | -   | -   | 2-1 | -   | -   |
| FC Gullegem                                                | -   | -   | -   |     | -   | -   | -   | -   | -   | 0-3 | -   | 0-2 | -   | -   | -   | -   |
| K. RC Harelbeke                                            | -   | -   | -   | 1-1 |     | -   | -   | -   | -   | -   | -   | -   | 5-2 | -   | -   | -   |
| K. SC Lokeren-Temse                                        | -   | -   | -   | -   | 1-1 |     | -   | 1-0 | -   | -   | -   | -   | -   | -   | -   | -   |
| K. SC Toekomst Menen                                       | -   | 2-2 | -   | -   | -   | -   |     | -   | 1-3 | -   | -   | -   | -   | -   | -   | -   |
| K. FC Merelbeke                                            | 0-0 | -   | -   | -   | -   | -   | -   |     | -   | -   | -   | -   | 3-0 | -   | -   | -   |
| K. VK Ninove                                               | -   | -   | -   | 1-0 | -   | -   | -   | -   |     | -   | 4-2 | -   | -   | -   | -   | -   |
| K. SV Oudenaarde                                           | -   | -   | 1-2 | -   | -   | -   | 4-1 | -   | -   |     | -   | -   | -   | -   | -   | -   |
| K. SK Ronse                                                | -   | -   | 1-1 | -   | -   | -   | -   | -   | -   | 1-1 |     | -   | -   | -   | -   | -   |
| K. FC Sparta Petegem                                       | -   | -   | -   | -   | -   | -   | -   | -   | -   | -   | -   |     | -   | -   | -   | 0-1 |
| K. VK Westhoek                                             | -   | -   | -   | -   | -   | -   | -   | -   | -   | -   | -   | 0-2 |     | -   | 1-1 | -   |
| K. FC Wetteren                                             | 0-2 | -   | -   | -   | -   | -   | -   | 1-1 | -   | -   | -   | -   | -   |     | -   | -   |
| K. VV Zelzate                                              | -   | -   | -   | -   | -   | 2-2 | -   | -   | -   | -   | -   | -   | -   | -   |     | -   |
| K. SK Voorw. Zwevezele                                     | -   | -   | -   | -   | 1-1 | -   | -   | -   | 0-1 | -   | -   | -   | -   | -   | -   |     |
| - Victoire à domicile - Match nul - Victoire à l'extérieur |     |     |     |     |     |     |     |     |     |     |     |     |     |     |     |     |

### Résumé
N/A

## Classement et résultats Division 2 VV - Série B
- Champion d'automne: N/A

### Classement au moment de l'arrêt de la compétition
- Dernière mise à jour: le 11 octobre 2020.
  - Prochaine journée: Compétition arrêtée puis annulée

| Rang | Équipe                   | Pts | J | G | N | P | Bp | Bc | Diff |
| ---- | ------------------------ | --- | - | - | - | - | -- | -- | ---- |
| 1    | K. Bocholter VV          | 10  | 4 | 3 | 1 | 0 | 11 | 1  | +10  |
| 2    | Hoogstraten VV           | 7   | 4 | 2 | 1 | 1 | 9  | 4  | +5   |
| 3    | K. Lyra-Lierse Berlaar   | 7   | 4 | 2 | 1 | 1 | 7  | 4  | +3   |
| 4    | K. Sporting Hasselt      | 7   | 3 | 2 | 1 | 0 | 6  | 3  | +3   |
| 5    | K. Diegem sport          | 7   | 4 | 2 | 1 | 1 | 8  | 7  | +1   |
| 6    | K. Londerzeel SK         | 7   | 4 | 2 | 1 | 1 | 7  | 9  | -2   |
| 7    | RC Hadès Kiewit Hasselt  | 6   | 3 | 2 | 0 | 1 | 9  | 3  | +6   |
| 8    | SK Pepingen-Halle        | 6   | 3 | 2 | 0 | 1 | 5  | 3  | +2   |
| 9    | K. Berchem Sport         | 5   | 3 | 1 | 2 | 0 | 4  | 3  | +1   |
| 10   | K. VC Houtvenne          | 4   | 4 | 1 | 1 | 2 | 7  | 7  | 0    |
| 11   | R. Cappellen FC          | 3   | 3 | 1 | 0 | 2 | 6  | 6  | 0    |
| 12   | Spouwen-Mopertingen      | 3   | 3 | 1 | 0 | 2 | 5  | 8  | -3   |
| 13   | K. FC Heur-Tongeren      | 1   | 3 | 0 | 1 | 2 | 1  | 7  | -6   |
| 14   | K. SC Eendracht Aalst    | 0   | 2 | 0 | 0 | 2 | 1  | 3  | -2   |
| 15   | K. SC City Pirates Antw. | 0   | 2 | 0 | 0 | 2 | 3  | 7  | -4   |
| 16   | K. SC Olympia Wijgmaal   | 0   | 3 | 0 | 0 | 3 | 2  | 9  | -7   |

### Tableau des résultats
| Résultats (▼dom., ►ext.)                                   | AAL | BSP | BOC | CAP | DIE | SPH | HAD | HOO | HOU | LON | LYR | CPA | PEP | SPO | HTO | WIJ |
| K. SC Eendracht Aalst                                      |     | -   | -   | -   | -   | -   | -   | -   | -   | -   | -   | -   | -   | -   | -   | -   |
| K. Berchem Sport                                           | -   |     | -   | -   | -   | -   | -   | -   | -   | 1-1 | 1-1 | -   | -   | -   | -   | -   |
| K. Bocholter VV                                            | -   | -   |     | -   | -   | -   | -   | -   | 2-0 | -   | -   | -   | 3-2 | -   | -   | -   |
| K. Cappellen FC                                            | -   | -   | -   |     | -   | 1-3 | -   | -   | -   | -   | -   | -   | -   | -   | -   | -   |
| K. Diegem Sport                                            | -   | -   | -   | -   |     | -   | -   | -   | 1-1 | 2-4 | -   | -   | -   | -   | -   | -   |
| K. Sporting Hasselt                                        | -   | -   | -   | -   | -   |     | -   | -   | -   | -   | 2-1 | -   | -   | -   | -   | -   |
| RC Hadès Kiewit Hasselt                                    | -   | -   | -   | -   | -   | -   |     | -   | -   | -   | -   | -   | -   | -   | 3-0 | -   |
| Hoogstraten VV                                             | -   | -   | -   | -   | -   | 1-1 | -   |     | -   | -   | -   | -   | -   | -   | -   | 4-0 |
| K. VC Houtvenne                                            | 2-1 | -   | -   | -   | -   | -   | -   | 1-3 |     | -   | -   | -   | -   | -   | -   | -   |
| K. Londerzeel SK                                           | -   | -   | -   | 0-5 | -   | -   | -   | 2-1 | -   |     | -   | -   | -   | -   | -   | -   |
| K. Lyra Lyra-Lierse Berlaar                                | -   | -   | -   | 3-0 | -   | -   | -   | -   | -   | -   |     | -   | -   | 2-1 | -   | -   |
| K. SC City Pirates Antw.                                   | -   | -   | 2-5 | -   | 1-2 | -   | -   | -   | -   | -   | -   |     | -   | -   | -   | -   |
| SK Pepingen-Halle                                          | 1-0 | -   | -   | -   | -   | -   | 2-0 | -   | -   | -   | -   | -   |     | -   | -   | -   |
| Spouwen-Mopertingen                                        | -   | -   | -   | -   | -   | -   | 1-6 | -   | -   | -   | -   | -   | -   |     | 3-0 | -   |
| K. FC Heur-Tongeren                                        | -   | -   | 1-1 | -   | -   | -   | -   | -   | -   | -   | -   | -   | -   | -   |     | -   |
| K. Olympia SC Wijgmaal                                     | -   | 1-2 | -   | -   | 1-3 | -   | -   | -   | -   | -   | -   | -   | -   | -   | -   |     |
| - Victoire à domicile - Match nul - Victoire à l'extérieur |     |     |     |     |     |     |     |     |     |     |     |     |     |     |     |     |

### Résumé
N/A

## Classement et résultats Division 2 ACFF
- Champion d'automne: N/A

### Classement
- Dernière mise à jour: le 14 octobre 2020.
  - Prochaine journée: Compétition arrêtée et annulée

| Rang | Équipe                          | Pts | J | G | N | P | Bp | Bc | Diff |
| ---- | ------------------------------- | --- | - | - | - | - | -- | -- | ---- |
| 1    | AFC Tubize                      | 12  | 4 | 4 | 0 | 0 | 14 | 2  | +12  |
| 2    | RAAL La Louvière                | 9   | 3 | 3 | 0 | 0 | 15 | 0  | +15  |
| 3    | FC Ganshoren                    | 7   | 3 | 2 | 1 | 0 | 6  | 4  | +2   |
| 4    | R. RC Stockay-Warfusée          | 7   | 4 | 2 | 1 | 1 | 6  | 5  | +1   |
| 5    | R. RC Hamoir                    | 6   | 4 | 2 | 0 | 2 | 10 | 7  | +3   |
| 6    | R. ES Couvin-Mariembourg-Fraire | 6   | 3 | 2 | 0 | 1 | 8  | 5  | +3   |
| 7    | R. US Givry                     | 5   | 4 | 1 | 2 | 1 | 6  | 6  | 0    |
| 8    | R. SCUP Dielegem Jette          | 3   | 2 | 1 | 0 | 1 | 4  | 2  | +2   |
| 9    | Solières Sport                  | 3   | 3 | 1 | 0 | 2 | 6  | 6  | 0    |
| 10   | R. CS Verlaine                  | 3   | 2 | 1 | 0 | 1 | 1  | 3  | -2   |
| 11   | R. Stade Waremmien FC           | 3   | 3 | 1 | 0 | 2 | 5  | 9  | -4   |
| 12   | R. Entente Durbuy               | 3   | 4 | 1 | 0 | 3 | 7  | 14 | -7   |
| 13   | R. FC Meux                      | 3   | 3 | 0 | 3 | 0 | 4  | 4  | 0    |
| 14   | R. US Rebecquoise               | 2   | 2 | 0 | 2 | 0 | 2  | 2  | 0    |
| 15   | R. Entente Acren Lessines       | 1   | 2 | 0 | 1 | 1 | 3  | 4  | -1   |
| 16   | R. FC Warnant                   | 0   | 2 | 0 | 0 | 2 | 2  | 6  | -4   |
| 17   | R. Excelsior Virton             | 0   | 4 | 0 | 0 | 4 | 0  | 20 | -20  |

### Tableau des résultats
| Résultats (▼dom., ►ext.)                                   | ACR | CMF | DUR  | GAN | GIV | HAM | JET | LAL  | MEU | REB | SOL | STO | TUB | CSV | VIR  | SWA | FCW |
| R. Entente Acren Lessines                                  |     | -   | -    | 2-3 | -   | -   | -   | -    | -   | -   | -   | -   | -   | -   | -    | -   | -   |
| R. Couvin-Mariemb.-Fr.                                     | -   |     | -    | -   | -   | -   | -   | -    | -   | -   | -   | -   | -   | -   | 5-0F | -   | 3-2 |
| R. Entente Durbuy                                          | -   | -   |      | -   | -   | 1-5 | -   | -    | -   | -   | -   | -   | -   | -   | -    | 0-4 | -   |
| FC Ganshoren                                               | -   | -   | -    |     | -   | -   | -   | -    | 2-2 | -   | -   | 1-0 | -   | -   | -    | -   | -   |
| R. US Givry                                                | -   | -   | -    | -   |     | -   | -   | -    | -   | -   | -   | 2-2 | -   | 0-1 | -    | -   | -   |
| R. RC Hamoir                                               | -   | 3-0 | -    | -   | -   |     | -   | -    | -   | -   | 1-4 | -   | -   | -   | -    | -   | -   |
| R. SCUP Dielegem Jette                                     | -   | -   | -    | -   | -   | -   |     | -    | -   | -   | -   | -   | -   | -   | -    | -   | -   |
| RAAL La Louvière                                           | -   | -   | -    | -   | -   | -   | -   |      | -   | -   | -   | -   | -   | -   | -    | 7-0 | 3-0 |
| R. FC Meux                                                 | 1-1 | -   | -    | -   | 1-1 | -   | -   | -    |     | 1-1 | -   | -   | -   | -   | -    | -   | -   |
| R. US Rebecquoise                                          | -   | -   | -    | -   | -   | -   | -   | -    | -   |     | -   | -   | -   | -   | -    | -   | -   |
| Solières Sport                                             | -   | -   | -    | -   | 2-3 | -   | -   | -    | -   | -   |     | -   | 0-2 | -   | -    | -   | -   |
| R. RC Stockay-Warfusée                                     | -   | -   | -    | -   | -   | 2-1 | 2-1 | -    | -   | -   | -   |     | -   | -   | -    | -   | -   |
| AFC Tubize                                                 | -   | -   | 5-1  | -   | -   | -   | -   | -    | -   | -   | -   | -   |     | -   | 5-0F | -   | -   |
| R. CS Verlaine                                             | -   | -   | -    | -   | -   | -   | 0-3 | -    | -   | -   | -   | -   | -   |     | -    | -   | -   |
| R. Excelsior Virton                                        | -   | -   | 0-5F | -   | -   | -   | -   | 0-5F | -   | -   | -   | -   | -   | -   |      | -   | -   |
| R. Stade Waremmien FC                                      | -   | -   | -    | -   | -   | -   | -   | -    | -   | -   | -   | -   | 1-2 | -   | -    |     | -   |
| R. FC Warnant                                              | -   | -   | -    | -   | -   | -   | -   | -    | -   | -   | -   | -   | -   | -   | -    | -   |     |
| - Victoire à domicile - Match nul - Victoire à l'extérieur |     |     |      |     |     |     |     |      |     |     |     |     |     |     |      |     |     |

#### Situation du Royal Excelsior Virton
Au terme de la saison 2019-20120, le Royal Excelsior Mouscron ne reçoit pas de licence ni pour pouvoir évoluer en « D1B », ni pour jouer en « Nationale 1 ». Contestant cette décision, mais ne recevant pas rapidement gain de cause, le club gaumais se retrouve renvoyé en D2 Amateur. Pire son noyau de joueurs professionnels se désagrège. Alors qu'ils n'ont plus été payés, nombreux son ceux qui rompent leur contrat et rejoignent d'autres clubs.
Faute de staff technique et de joueurs, le matricule 200 renonce à jouer en Coupe de Belgique puis est incapable d'aligner d'équipe quand le championnat reprend. Les forfaits se suivent et la situation d'un « forfait général » est atteinte ( 3 forfaits de rang). Toutefois, un répit est obtenu en raison d'une action en justice, dont l'attente de l'arrêté suspend les effets du règlement fédéral. Un 4e forfait est ainsi enregistré- voir Tableau des résultats ci-dessus -. Puis, peu après, la compétition est interrompue (15/10/2020) et finalement annulée (24/01/2021). Soulagés d'une pression supplémentaires, les chevilles ouvrière de l'Excelsior Virton peuvent mener à bien la réhabilitation de leur club qui au bout d'une an de procédure obtient la licence espérée et peut réintégrer la « 2e division » mais cette fois plus amateur mais bien professionnelle pour la saison 2021-2022.

### Résumé
N/A

## Match pour le titre séries VV
En raison de l'arrêt puis de l'annulation de la saison, ce match n'a évidemment pas eu lieu.

## Barrage pour le maintien éventuel séries VV
En raison de l'arrêt puis de l'annulation de la saison, ce match n'a évidemment pas eu lieu.

## Tour final montée/maintien en Nationale 1
En raison de l'arrêt puis de l'annulation de la saison, ce tour final n'a pas été organisé.

### Tour final Division 2
N/A

#### VV
N/A

#### ACFF
N/A

### Tour final Nationale 1
N/A

## Résumé de la saison
- Champion série V A: N/A
- Champion série V B: N/A
- Champion série ACFF: N/A

| Région flamande (32)             | Région flamande (32) | Région wallonne (17)              | Région wallonne (17) |
| -------------------------------- | -------------------- | --------------------------------- | -------------------- |
| Province d'Anvers                | 6                    | Province de Hainaut               | 2                    |
| Province de Flandre-Occidentale  | 6                    | Province de Liège                 | 6                    |
| Province de Flandre-Orientale    | 11                   | Province de Luxembourg            | 3                    |
| Province de Limbourg             | 5                    | Province de Namur                 | 2                    |
| Province du Brabant flamand      | 4                    | Province du Brabant wallon        | 2                    |
| Région de Bruxelles-Capitale VFV | 0                    | Région de Bruxelles-Capitale ACFF | 2                    |

* En date fin juillet 2020, le tableau ci-dessus reste susceptible de changements en fonction de l'issue des recours toujours pendant, entamés non seulement par K. RC Waasland Beveren SK (en Jupiler League), mais surtout l'Excelsior Virton. Celui-ci a été privé de licence professionnelle et relégué administrativement dans cette division. Fait qu'il conteste vigoureusement.

### Montée en Nationale 1
N/A

### Relégation en Division 3
N/A

## Première participation au4eniveau
Trois clubs évoluent pour la toute première fois de leur Histoire au 4e niveau hiérarchique du football belge :
- K. VC Houtvenne, N-ième club de la anversois à ce niveau.
- K. VV Zelzate, N-ième club de la flandrien oriental à ce niveau.
- K. FC Warnant, N-ième club de la liégeois à ce niveau.

L'arrêt puis annulation de la saison n'enlève rien à cette situation statistique puis les trois cercles ont joué au moins une rencontre avant l'arrêt du championnat.

### Débuts en «Division 2»
Depuis la réforme de 2015{, le 4e niveau du football belge porte le nom de « Division 2 Amateur » (2016 à 2020) puis de « Nationale 2 » (à partir de 2020). Cette saison, quatre cercles ayant évolué précédemment en « Promotion (D4) » réapparaissent pour la première fois à cet étage:
- FC Ganshoren
- R. SCUP Dieleghem Jette
- K. Lyra-Lierse Berlaar
- K. VK Ninove